# Де Врис, Ян
Ян Корнелис де Врис (нидерл. Jan Cornelis de Vries; 2 марта 1896, Зволле — 19 апреля 1939, Гаага) — нидерландский легкоатлет, призёр Олимпийских игр.

## Биография
Родился в 1896 году в Зволле. В 1920 году стал чемпионом Нидерландов на дистанции 100 м, но на Олимпийских играх в Антверпене не смог завоевать медалей ни на дистанции 100 м, ни в эстафете 4×100 м. В 1924 году на Олимпийских играх в Париже стал бронзовым медалистом в эстафете 4×100 м, а также принял участие в состязаниях по бегу на 200 м, но в этом виде успехов не добился.